# La Palma (Magazin)
La Palma war ein spanisches historisches literarisches Magazin der Baleareninsel Mallorca aus dem 19. Jahrhundert.
Die erste Ausgabe von La Palma, Setmanari d’història i literatura erschien am 4. Oktober 1840. Insgesamt gab es 30 Ausgaben, die unter der Leitung des Chefredakteurs und Mitbegründers Josep Maria Quadrado erschienen. Herausgeber und Mitbegründer des La Palma Magazins waren der Poet Tomàs Aguiló i Forteza aus Palma und Antonio Montis aus Port de Sóller. Die Ausgabe berichtet über die romantische Lyrik und die Bedeutung der Lyrik. Inbegriffen in den meisten Artikeln waren auch Literaturkritik und Übersetzungen ausländischer Dichter wie George Gordon Byron, Victor Hugo, Alphonse de Lamartine und anderen. Die weiteren Folgen waren Serien über verschiedene Gemeinden und deren Persönlichkeiten sowie über Verfasser spanischer und katalanischer Lyrik im Stil der antiken Klassik („Els poetes romàntics de Mallorca“)
Die letzte Serien-Ausgabe wurde am 25. April 1841 herausgegeben.
39 Jahre später, im Jahre 1890, erschien unter gleichem Namen noch eine Sonderausgabe, die einen ausführlichen Artikel und Arbeiten der mallorquinischen Poeten und Schriftsteller beinhaltete, wie unter anderen Joan Alcover, Miguel Costa i Llobera, Mateu Obrador i Bennassar.

## Liste mallorquinischer Autoren und Titel der Werke

### Tomàs Aguiló
- La novia trista
- El fill de l’implacable comte
- Semprevives
- A un vei enamorat
- Na Tonina
- Sa mula i es missatge

### Josep Lluís Pons i Gallarza
- La mort dels Montcades
- Los tarongers de Sóller
- L’olivera mallorquina
- La nit de reis
- Lluites de braus

### Pere d’Alcàntara Penya
- La colcada
- El pastor de So’n Manenta
- Una criada per qui no en té
- La Font de la Vila
- Un pi
- Els tamborers de la sala

### Marian Aguiló
- Ramon Llull aconsellant el poeta
- Aubada
- Esperança
- Enamorament impossible
- Això rai!

### Miquel Victorià Amer
- A la jove Catalunya
- Fe, esperança i caritat
- Una enyorança

### Victòria Penya
- En Carles de Viana i Na Blanca de Navarra
- Lo meu niu
- Lo bon Jesuset

### Jeroni Rosselló
- L’Infant de Mallorca empresonat
- L’Castell de l’Harmonia
- Sospirs

### Guillem Fortesa i Valentí
- L’orfenet savoiard
- Lo que diu l’oreneta

### Tomàs Fortesa i Cortès
- En els ulls de Déu
- Les noces de l’infant
- L’oferta del pastor
- Cobles nadalenques

### Margarida Caimari
- A Miramar
- Goig i dolor

### Bartomeu Ferrà
- Les minyonetes de So’n Cigala
- La rondalla dels tres hostes
- Santueri
- La ventada

### Gabriel Maura
- Dues arpes
- L’espigolera
- Història… natural

### Manuela de los Herreros
- Lo so d’un infant
- Ses matances

### Jeroni Fortesa i Valentí
- Un raig de glòria

### Josep Tarongí
- Lo primer cant del trobador
- La bugadera

### Ramon Picó i Campamar
- La mort d’En Bernat Oms
- De pressa!
- Flor de muntanya

### Mateu Obrador
- La Roqueta
- La papallona
- Enamorament
- La clau d’or